# 粗芽鹅掌柴
粗芽鹅掌柴（学名：Schefflera yui）是五加科鹅掌柴属的植物，是中国的特有植物。分布于中国大陆的云南等地，生长于海拔1,700米的地区，多生长在常绿阔叶林中，目前尚未由人工引种栽培。

## 别名
季川鹅掌柴（植物分类学报增刊）